# Resolutie 1622 Veiligheidsraad Verenigde Naties
Resolutie 1622 van de Veiligheidsraad van de Verenigde Naties werd unaniem door de VN-Veiligheidsraad aangenomen op 13 september 2005 en verlengde de waarnemingsmissie op de Ethiopisch-Eritrese met een half jaar.

## Achtergrond
Na de Tweede Wereldoorlog werd Eritrea bij Ethiopië gevoegd als een federatie. In 1962 maakte keizer Haile Selassie er een provincie van, waarop de Eritrese Onafhankelijkheidsoorlog begon. In 1991 bereikte Eritrea na een volksraadpleging die onafhankelijkheid. Er bleef echter onenigheid over een aantal grensplaatsen. In 1998 leidde een grensincident tot een oorlog waarbij tienduizenden omkwamen. Pas in 2000 werd een akkoord bereikt en een 25 kilometer brede veiligheidszone ingesteld die door de UNMEE-vredesmacht werd bewaakt. Een gezamenlijke grenscommissie wees onder meer de stad Badme toe aan Eritrea, maar jaren later werd het gebied nog steeds door Ethiopië bezet.

## Inhoud

### Waarnemingen
Permanente vrede tussen Ethiopië en Eritrea was pas mogelijk als de grens tussen beide landen volledig werd afgebakend. De uitvoering van de grenscommissie met deze taak bleef echter haperen. Ook was men bezorgd over het hoge aantal troepen nabij de tijdelijke veiligheidszone rond de grens.

### Handelingen
De Veiligheidsraad verlengde het mandaat van de UNMEE-missie tot 15 maart 2006. Ook werd een hervorming van het militaire component geautoriseerd en mocht het aantal waarnemers worden opgetrokken met tien.
De twee partijen werden opgeroepen de situatie niet te laten escaleren en te overwegen troepen terug te trekken. Ethiopië werd voorts opgeroepen de beslissing van de grenscommissie te aanvaarden. Op Eritrea werd aangedrongen de beperkingen op de UNMEE-politie in Asmara op te heffen.
De twee landen werden ook opgeroepen hun onderlinge relaties te normaliseren door onder meer een dialoog te voeren. De voedselonveiligheid in beide landen stemde tot zorg. De lidstaten werden opgeroepen humanitaire hulp te blijven bieden. Eritrea werd opgeroepen alle beperkingen op hulpoperaties op te heffen.

## Verwante resoluties
- Resolutie 1560 Veiligheidsraad Verenigde Naties (2004)
- Resolutie 1586 Veiligheidsraad Verenigde Naties
- Resolutie 1640 Veiligheidsraad Verenigde Naties
- Resolutie 1661 Veiligheidsraad Verenigde Naties (2006)

Lijst ·  1581 ·  1582 ·  1583 ·  1584 ·  1585 ·  1586 ·  1587 ·  1588 ·  1589 ·  1590 ·  1591 ·  1592 ·  1593 ·  1594 ·  1595 ·  1596 ·  1597 ·  1598 ·  1599 ·  1600 ·  1601 ·  1602 ·  1603 ·  1604 ·  1605 ·  1606 ·  1607 ·  1608 ·  1609 ·  1610 ·  1611 ·  1612 ·  1613 ·  1614 ·  1615 ·  1616 ·  1617 ·  1618 ·  1619 ·  1620 ·  1621 ·  1622 ·  1623 ·  1624 ·  1625 ·  1626 ·  1627 ·  1628 ·  1629 ·  1630 ·  1631 ·  1632 ·  1633 ·  1634 ·  1635 ·  1636 ·  1637 ·  1638 ·  1639 ·  1640 ·  1641 ·  1642 ·  1643 ·  1644 ·  1645 ·  1646 ·  1647 ·  1648 ·  1649 ·  1650 ·  1651